# スペリオル湖

五大湖におけるスペリオル湖の位置（濃い青）

スペリオル湖（スペリオルこ、英語: Lake Superior）は、北アメリカにある湖。

## 概要
スペリオル湖は、五大湖のうち、最大の面積を持つ。また、淡水湖としては世界最大の面積を持つ湖である。しかし、貯水量では淡水湖としてはバイカル湖 (23,000 km3)、タンガニーカ湖 (17,800 km3)に次いで世界3位となる。特に、世界一のバイカル湖にははるかに及ばず、五大湖全ての貯水量を合計 (22,464 km3)してもなお足りない。これは、上位2つの湖が構造湖であり、非常に深い水深を持っていることに理由がある。
スペリオル湖の名前は、五大湖のうち最も標高の高い位置にあることに由来して、フランス人の探検家達によって名付けられた (Lac Supérieur)。Supérieurには「上方の」という意味がある（英名のSuperiorも同じ意味がある）。
スペリオル湖の面積は約82,200km2あり、チェコ共和国の国土よりも大きく、北海道本島の面積より大きい。東西の長さは563kmで、南北の長さは257km。平均水深は149mで、最も深い場所の水深は406mである。水量は12,232km3。島嶼を含めた湖岸線の長さは4,393kmにのぼる。
スペリオル湖の北はカナダのオンタリオ州に接し、残りの部分はアメリカ合衆国のミネソタ州、ウィスコンシン州、ミシガン州に接している。湖全体のうち、3分の2がアメリカ合衆国の領地である。
スペリオル湖の周辺、特にミネソタ州北東部のアイアン・レンジと呼ばれる地域では、先カンブリア時代に水酸化鉄や炭酸鉄などの鉄化合物を豊富に含む地層が形成された。この地域では鉄の鉱脈が地表に現れていることも珍しくなく、メサビ鉄山などこの地域の4つの鉄山帯では、坑道掘りのほか露天掘りも行なわれている。湖はこれらの鉄山帯から産出された鉄鉱石を運ぶのための重要な水上交通路である。そのため、湖岸にはアイアン・レンジ地域の中心都市で、五大湖・セントローレンス海路で最大規模の港湾を抱えるダルースをはじめ、いくつかの港湾都市や鉱業都市が点在している。それらの鉱業都市の多くは1970年代に鉄鉱石の産出量の減少によって寂れてしまったが、近年では中華人民共和国での鉄鋼需要の増加により、息を吹き返している都市もある。またミシガン州マーケットなどのように、1年を通して冷涼な気候を活かし、夏の避暑地として再び賑わいを取り戻した都市もある。
南西部のシェクァメゴン湾およびその沿岸にはワイルドライスの群落があり、オオカミ、カナダオオヤマネコ、フエコチドリなどが生息している。その東側のバッド川とカカゴン沼地一帯の湿地は2012年にラムサール条約登録地となった。

## 流入する河川
- ミネラル川

など

## 流出する河川
- セントマリー川

のみ